# Савин, Евгений Леонидович
Евге́ний Леони́дович Са́вин (род. 19 апреля 1984, Белозерск, Вологодская область) — российский футболист, нападающий. После завершения карьеры соведущий передачи «Культ тура», бывший футбольный комментатор холдинга «Матч ТВ». Видеоблогер — ведущий YouTube-канала «КраСава». Президент футбольного клуба «Красава» с 2021 года.

## Клубная карьера
Воспитанник футбольной школы тобольского «Иртыша», где на местном нефтехимическом комбинате, являвшимся генеральным спонсором команды, работали его родители. После одного из детских турниров получил приглашение в волгоградский спортивный интернат.

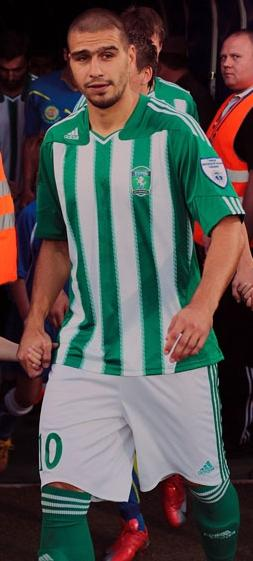
Савин в «Томи»

С 2000 по 2003 годы выступал в турнире дублёров и второй лиге за дубли «Ротора», московского «Локомотива» и клуб «Рязань-Агрокомплект». С 2004 по 2005 год за команды первого дивизиона: «Томь», с которой сумел выйти в Премьер-лигу, «Анжи» и «Химки».
В 2006—2007 годах играл за пермский «Амкар». В 2006 году с 6 голами стал лучшим бомбардиром команды.
В августе 2007 года должен был состояться переход в ЦСКА, «Амкар» отозвал его, контракт должен был быть рассчитан на пять лет и был уже подписан футболистом и пермским клубом, но в последний момент по инициативе акционеров ЦСКА сделке был дан «задний ход». 11 января 2008 года состоялся переход из «Амкара» в обновляемую команду самарских «Крыльев Советов». Сумма сделки по обоюдному согласию клубов не разглашалась. После прохождения медицинского обследования с форвардом был подписан контракт сроком на четыре года. 14 марта 2008 года дебютировал в составе «Крыльев» в матче 1-го тура чемпионата России с командой «Терек», завершившимся победой самарцев 3:0. Савин забил первый мяч в этом матче, ставший также первым забитым мячом в чемпионате России 2008. За самарский клуб Савин выступал до августа 2011 года. За это время во всех турнирах нападающий провёл за «Крылья Советов» 103 матча и забил 23 мяча. 16 августа 2011 года вернулся в «Томь», подписав контракт на 3 года. Примечательно, что в 2006—2010 годах ему в каждом чемпионате неизменно удавалось огорчать вратарей «Томи» забитыми мячами, из-за чего главный тренер томского клуба Валерий Непомнящий в шутку отметил, что «наконец-то Савин перестанет забивать „Томи“». В январе 2012 года на правах свободного агента перешёл в «Урал», однако в конце года был выставлен на трансфер. 27 февраля 2013 года подписал контракт на полтора года с тульским «Арсеналом». За клуб забил 20 мячей в 33 играх. В январе 2014 года подписал контракт с клубом «Луч-Энергия». Летом 2014 года заключил контракт с «Тюменью».
В начале ноября 2019 года подписал предварительный контракт с белорусским «Арсеналом» из Дзержинска. Контракт подразумевал, что Савин проведёт в сезоне 2020 один матч в первой лиге, однако этого не произошло.
В 2023 году присоединился к команде SD Family.

## Карьера в сборной
Вызывался Александром Бородюком в молодёжную и олимпийскую сборные России в 2006 году. Принял участие во всех 6 играх (4 официальных и 2 товарищеских), на которые был заявлен, забил 3 мяча, но сборная не смогла квалифицироваться на Олимпиаду в Пекине. В марте 2007 года вызывался в национальную сборную. Был в заявке на игру со сборной Эстонии под 21-м номером, но на поле не вышел.

## Карьера в медиа
С ноября 2015 года вёл программу «Культ тура» совместно с Юрием Дудём и Сергеем Шнуровым, а с января 2016 года комментирует футбольные матчи на тематических каналах «Матч ТВ».
Победитель премии GQ «Человек года 2016» в номинации «Лицо из телевизора» вместе с соведущим по программе «Культ тура» Юрием Дудём.
С 2017 по 2018 год — один из ведущих шоу «Русский ниндзя» на «Первом канале». Летом 2018 года комментировал матчи чемпионата мира по футболу на данном телеканале, а 4 июня 2019 года был ведущим рубрики «Русский пыр» в шоу «Вечерний Ургант».
В 2018 году снялся в фильме Данилы Козловского «Тренер», сыграв эпизодическую роль капитана команды «Спартак».
С августа 2018 года ведёт YouTube-канал «КраСава» о футболе. Обладатель серебряной (2018) и золотой (2020) кнопок Ютуба.
В сентябре 2020 года подписал письмо в поддержку протестных акций в Белоруссии.
В апреле 2022 года выпустил видео с резкой критикой войны России против Украины. В мае 2022 года в одном из следующих выпусков на YouTube-канале «КраСава» было сообщено, что после выхода апрельского видео Савин уехал из России, эмигрировав на Кипр. После этого на блогера завели уголовное дело по статье о «дискредитации армии» и объявили в розыск.

## Футбольный клуб «Красава»
8 декабря 2020 года анонсировал создание футбольного клуба «Красава». В сезоне 2021/22 годов клуб принимает участие в первенстве Второго дивизиона ФНЛ и Кубке России. Официально представляя Одинцово, домашние матчи проводит в Москве на стадионе «Спортивный городок Лужники».
31 мая 2022 года Савин сообщил о переезде ФК «Красава» из России.

## Достижения

### Командные
«Томь»
- Серебряный призёр первого дивизиона: 2004

«Амкар»
- Финалист Кубка России: 2007/08

«Арсенал»
- Победитель второго дивизиона: 2012/13

«Луч-Энергия»
- Победитель Кубок ФНЛ: 2014

### Личные
- Лучший футболист Пермского края: 2006
- Лучший спортсмен Тобольска: 2006[27]

## Статистика
| Клуб                | Сезон            | Лига | Лига | Кубки | Кубки | Еврокубки | Еврокубки | Прочее | Прочее | Итого | Итого |
| Клуб                | Сезон            | Игры | Голы | Игры  | Голы  | Игры      | Голы      | Игры   | Голы   | Игры  | Голы  |
| ------------------- | ---------------- | ---- | ---- | ----- | ----- | --------- | --------- | ------ | ------ | ----- | ----- |
| Ротор-2             | 2000             | 5    | 0    | 0     | 0     | 0         | 0         | 0      | 0      | 5     | 0     |
| Ротор-2             | Итого            | 5    | 0    | 0     | 0     | 0         | 0         | 0      | 0      | 5     | 0     |
| Ротор               | 2001             | 0    | 0    | 0     | 0     | 0         | 0         | 0      | 0      | 0     | 0     |
| Ротор               | Итого            | 0    | 0    | 0     | 0     | 0         | 0         | 0      | 0      | 0     | 0     |
| Рязань-Агрокомплект | 2002             | 35   | 0    | 4     | 0     | 0         | 0         | 0      | 0      | 39    | 0     |
| Рязань-Агрокомплект | Итого            | 35   | 0    | 4     | 0     | 0         | 0         | 0      | 0      | 39    | 0     |
| Локомотив (Москва)  | 2003             | 0    | 0    | 0     | 0     | 0         | 0         | 0      | 0      | 0     | 0     |
| Локомотив (Москва)  | Итого            | 0    | 0    | 0     | 0     | 0         | 0         | 0      | 0      | 0     | 0     |
| Томь                | 2004             | 27   | 4    | 2     | 2     | 0         | 0         | 0      | 0      | 29    | 6     |
| Томь                | Итого            | 27   | 4    | 2     | 2     | 0         | 0         | 0      | 0      | 29    | 6     |
| Анжи                | 2005             | 24   | 3    | 1     | 0     | 0         | 0         | 0      | 0      | 25    | 3     |
| Анжи                | Итого            | 24   | 3    | 1     | 0     | 0         | 0         | 0      | 0      | 25    | 3     |
| Химки               | 2005             | 9    | 3    | 0     | 0     | 0         | 0         | 0      | 0      | 9     | 3     |
| Химки               | Итого            | 9    | 3    | 0     | 0     | 0         | 0         | 0      | 0      | 9     | 3     |
| Амкар               | 2006             | 17   | 6    | 4     | 1     | 0         | 0         | 0      | 0      | 21    | 7     |
| Амкар               | 2007             | 29   | 3    | 5     | 2     | 0         | 0         | 0      | 0      | 34    | 5     |
| Амкар               | Итого            | 46   | 9    | 9     | 3     | 0         | 0         | 0      | 0      | 55    | 12    |
| Крылья Советов      | 2008             | 26   | 7    | 2     | 1     | 0         | 0         | 0      | 0      | 28    | 8     |
| Крылья Советов      | 2009             | 26   | 5    | 1     | 1     | 2         | 2         | 0      | 0      | 29    | 8     |
| Крылья Советов      | 2010             | 28   | 4    | 1     | 0     | 0         | 0         | 0      | 0      | 29    | 4     |
| Крылья Советов      | 2011/12          | 16   | 3    | 1     | 0     | 0         | 0         | 0      | 0      | 17    | 3     |
| Крылья Советов      | Итого            | 96   | 19   | 5     | 2     | 2         | 2         | 0      | 0      | 103   | 23    |
| Томь                | 2011/12          | 10   | 0    | 1     | 1     | 0         | 0         | 0      | 0      | 10    | 1     |
| Томь                | Итого            | 10   | 0    | 1     | 1     | 0         | 0         | 0      | 0      | 10    | 1     |
| Урал                | 2011/12          | 10   | 1    | 0     | 0     | 0         | 0         | 0      | 0      | 10    | 1     |
| Урал                | Итого            | 10   | 1    | 0     | 0     | 0         | 0         | 0      | 0      | 10    | 1     |
| Арсенал (Тула)      | 2012/13          | 11   | 11   | 0     | 0     | 0         | 0         | 0      | 0      | 11    | 11    |
| Арсенал (Тула)      | 2013/14          | 22   | 9    | 0     | 0     | 0         | 0         | 0      | 0      | 22    | 9     |
| Арсенал (Тула)      | Итого            | 33   | 20   | 0     | 0     | 0         | 0         | 0      | 0      | 33    | 20    |
| Луч-Энергия         | 2013/14          | 5    | 0    | 0     | 0     | 0         | 0         | 0      | 0      | 5     | 0     |
| Луч-Энергия         | Итого            | 5    | 0    | 0     | 0     | 0         | 0         | 0      | 0      | 5     | 0     |
| Тюмень              | 2014/15          | 12   | 3    | 1     | 0     | 0         | 0         | 0      | 0      | 13    | 3     |
| Тюмень              | Итого            | 12   | 3    | 1     | 0     | 0         | 0         | 0      | 0      | 13    | 3     |
| Всего за карьеру    | Всего за карьеру | 312  | 62   | 23    | 8     | 2         | 2         | 0      | 0      | 337   | 72    |